# Список глав государств в 359 году
Список глав государств в 358 году — 359 год — Список глав государств в 360 году — Список глав государств по годам

## Америка
- Мутульское царство (Тикаль) — Кинич-Муван-Холь I, царь (317 — 359)

## Азия
- Великая Армения — Аршак II, царь (350 — 368)
- Гассаниды — Джабала II ибн аль-Харит II, царь (327 — 361)
- Дханьявади — Тюрия Мандала, царь[англ.] (313 — 375)
- Иберия — Мириан III, царь (284 — 361)
- Индия:
  - Вакатака — Притвисена I, император (355 — 380)
  - Гупта — Самудрагупта, махараджа (335 — 380)
  - Западные Кшатрапы — Рудрасена III, махакшатрап (348 — 380)
  - Кадамба — Маюрашарма, царь (345 — 365)
  - Паллавы (Анандадеша) — Кумаравишну I, махараджа (355 — 370)
- Камарупа — Пушьяварман, царь (350 — 374)
- Китай (Период Шестнадцати варварских государств):
  - Восточная Цзинь — Му-ди (Сыма Дань), император (344 — 361)
  - Дай — Тоба Шэигянь, царь (338 — 377)
  - Ранняя Лян — Чжан Сюаньцзин, князь (355 — 363)
  - Ранняя Цинь — Фу Цзянь II, император (357 — 385)
  - Ранняя Янь — Мужун Цзюнь, император (348 — 360)
- Корея (Период Трех государств):
  - Конфедерация Кая — Исипхум, ван (346 — 407)
  - Когурё — Когугвон, тхэван (331 — 371)
  - Пэкче — Кынчхого, король (346 — 375)
  - Силла — Нэмуль, марипкан (356 — 402)
- Кушанское царство — Кипунада, царь (ок. 345 — 375)
- Лахмиды (Хира) — Амр II ибн Имру уль-Кайс I, царь (328 — 363)
- Паган — Тили Кьяунг I, король[англ.] (344 — 387)
- Персия (Сасаниды) — Шапур II, шахиншах (309 — 379)
- Раджарата — Буддхадаса, король (341 — 370)
- Тогон — Мужун Сюйси, правитель (351 — 371)
- Тямпа — Фан Фо, князь (349 — ок. 377)
- Химьяр — Кариб'ил Ватар Йихан'им III, царь (345 — 360)
- Япония — Нинтоку, император (313 — 399)

## Европа
- Вандалы — Годагисл, король (359 — 406)
- Думнония — Конан Мериадок, правитель (340 — 387)
- Ирландия — Эохайд Мугмедон, верховный король (357 — 365)
- Папский престол - Либерий, папа римский (352 — 366)
- Римская империя — Констанций II, римский император (337 — 361)

## Галерея

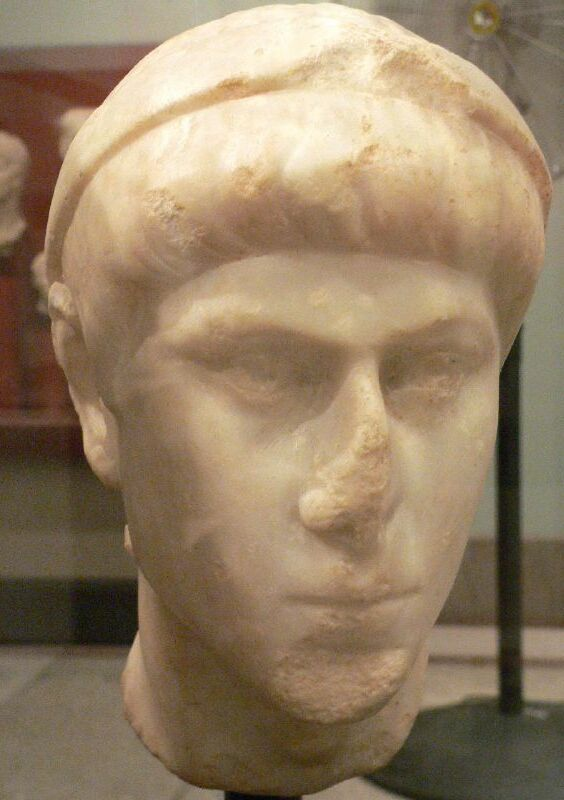
Констанций II 337—361 Римский император
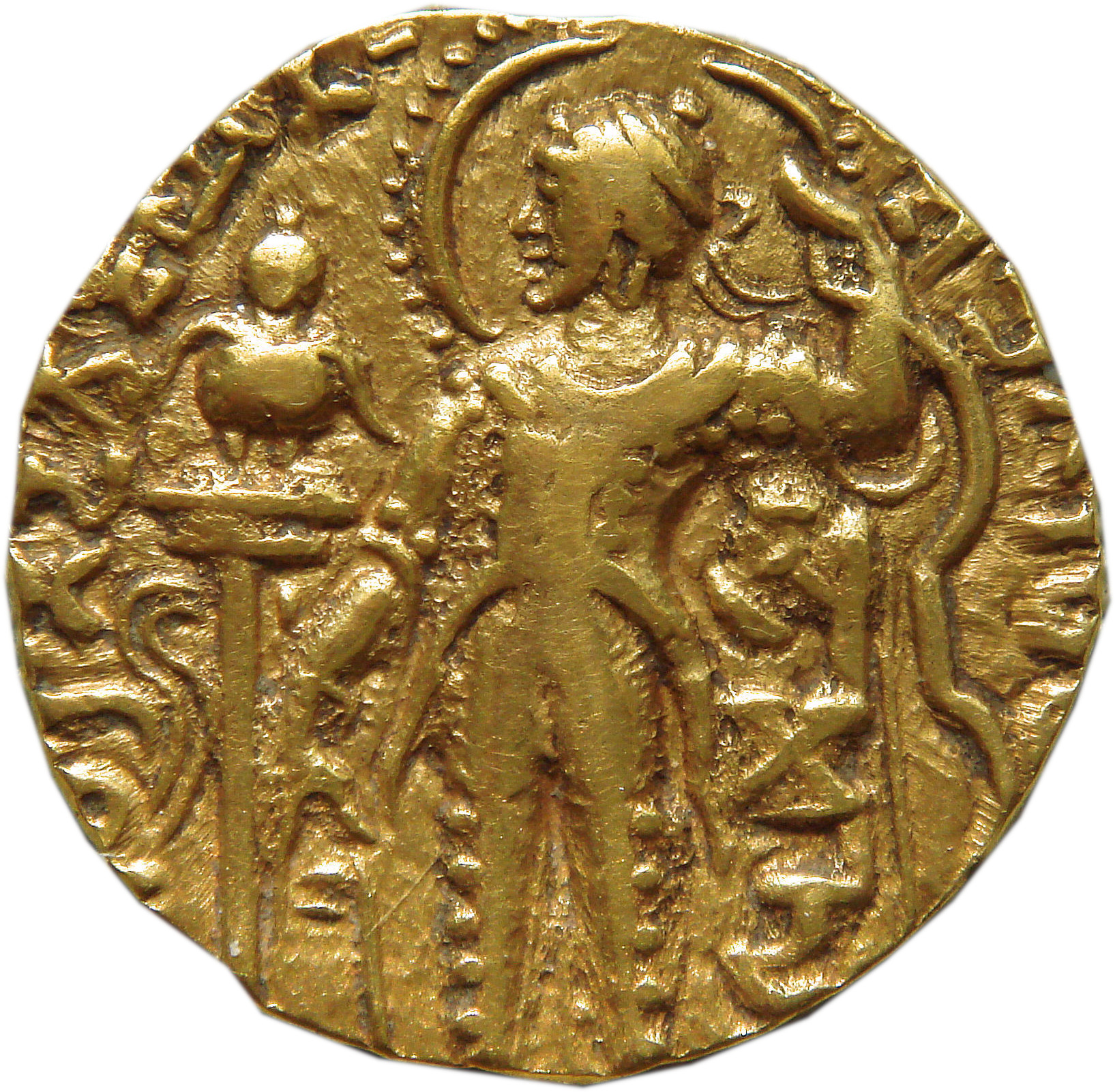
Самудрагупта 335—380 Махараджа Гупты
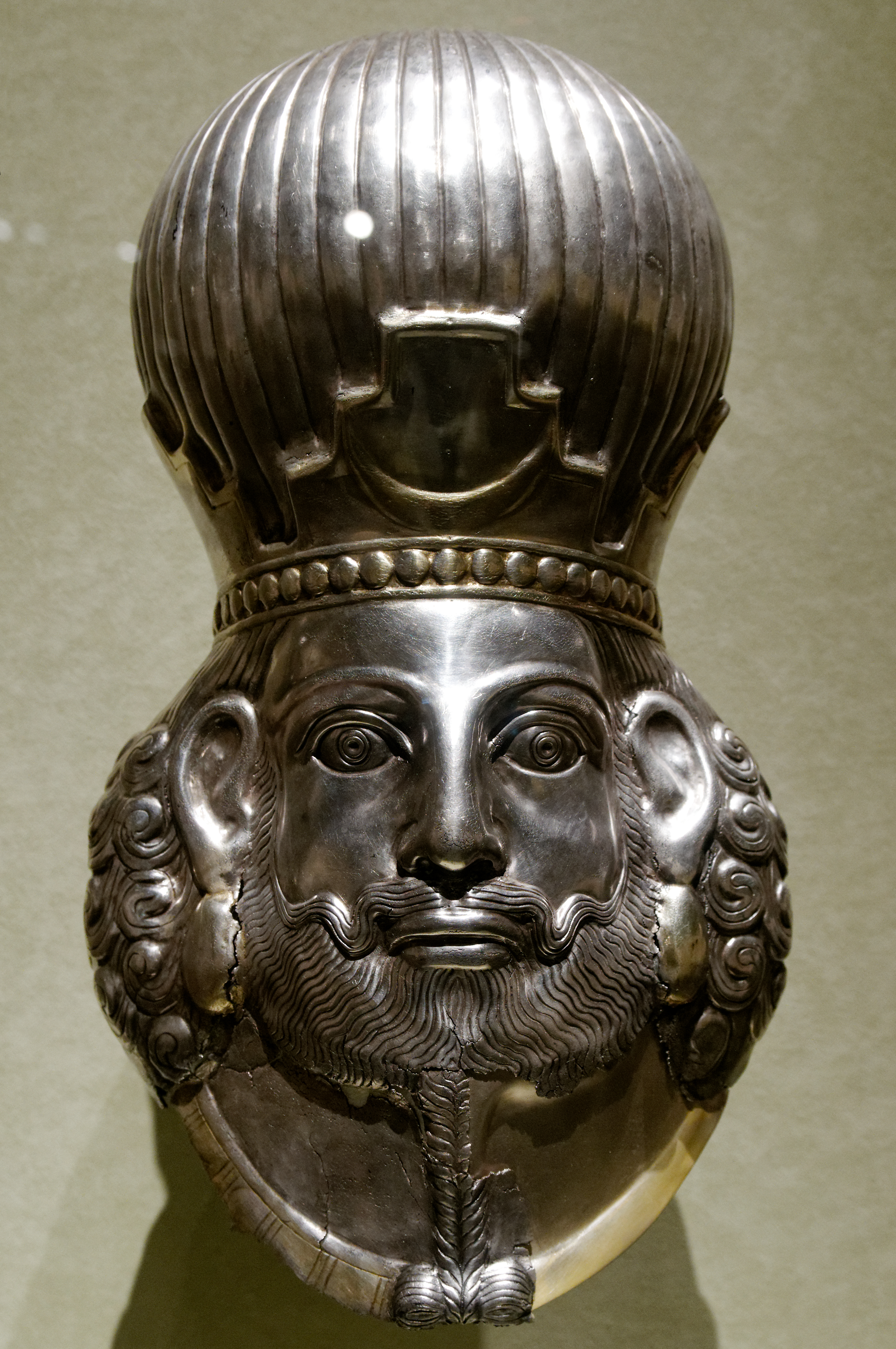
Шапур II 309—379 Шахиншах Персии
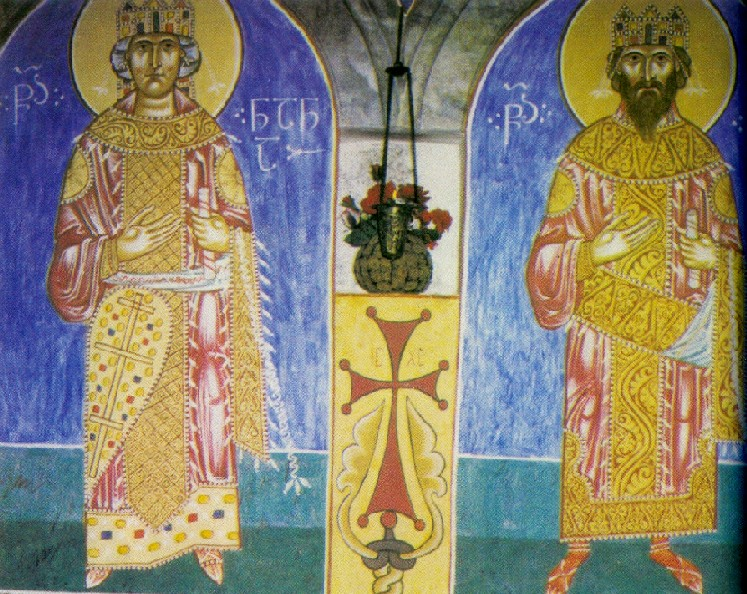
Мириан III 284—361 Царь Иберии
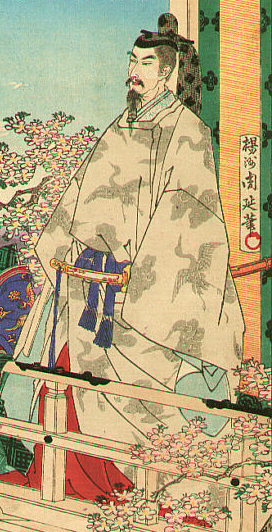
Нинтоку 313-399 Японский император
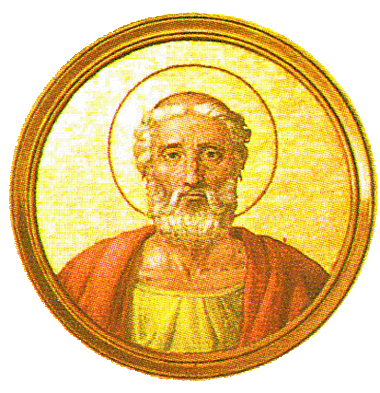
Либерий 352—366 Римский папа